# Велоспорт на літніх Олімпійських іграх 1900
Літні Олімпійські ігри 1900 року проходили в рамках Всесвітньої виставки 1900 року, під час якої було проведено багато велоперегонів. На вебсайті МОК наразі зафіксовано загалом 3 медальні події, після прийняття, як видається, рекомендації олімпійського історика Білла Меллона щодо подій, які слід вважати «олімпійськими». Ці додаткові події включають чоловічу гонку за очками. Таким чином, три велосипедні події вважаються олімпійськими. Ці три змагання проходили з 9 по 16 вересня 1900 року. До велопробігу Всесвітньої виставки увійшли 250 спортсменів, 160 із них французи. У спринті та 25 км брали участь 72 учасники, усі чоловіки, із семи країн.

## Медальний залік

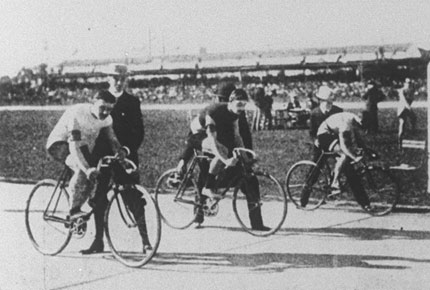
Спринт перегони.

| Дисципліни      | Золото               | Срібло                  | Бронза                |
| --------------- | -------------------- | ----------------------- | --------------------- |
| спринт          | Жорж Тайандьє (FRA)  | Фернан Санс (FRA)       | Джон Генрі Лейк (USA) |
| 25 км           | Луї Бастієн (FRA)    | Ллойд Хільдебранд (GBR) | Огюст Домен (FRA)     |
| гонка за очками | Енріко Брузоні (ITA) | Карл Дуїлл (GER)        | Луї Трюссельє (FRA)   |

## Щоденний підсумок
- У перших двох раундах спринту на 2000 метрів Сполучені Штати та Італія дебютували на велосипеді, а також олімпійські дебютні країни Бельгія та Богемія. Німеччина, яка завоювала срібну медаль чотирма роками раніше, та Франція з чотирма золотими, срібною та бронзовою націями повернулися.
- Одиночний велосипедист Богемії був усунутий у першому раунді. Бельгійський велосипедист вибув у другому раунді дня, чвертьфіналі. Німецьке тріо вийшло не краще, і всі вибули до кінця дня. Антоніо Рестеллі був єдиним із семи італійців, які пройшли далі. До нього приєднався єдиний американець Джон Генрі Лейк та 7 французів.

### 13 вересня
- Півфінал та фінал спринту відбулись 13-го числа.
- Півфінальний раунд зрівняв 9 велосипедистів, що залишилися до 3, при цьому переможці кожного з півфіналів гарантували медаль у фіналі трьох осіб. Рестеллі посів друге місце після Фернана Санса, відкинувши Італію від суперечок. Лейк переміг у своєму півфіналі, приєднавшись у фіналі до Санса та Жоржа Тайандьє.
- Тайандьє та Санс підтвердили домінування французів у цьому виді спорту, посівши два перші місця у фіналі. Лейк взяв першу медаль Сполучених Штатів у велоспорті.

### 15 вересня
- 25 кілометрів відбулися 15 числа. Основними претендентами були француз Луї Бастієн, британець Ллойд Хільдебранд та американець Лейк із Бастієном фаворитом. Однак Лейк не зміг іти в ногу з Хільдебрандом, і вибув з гонки. Перемогу здобув Бастієн, а за ним — Хільдебранд та Огюст Домен. Майбутній переможець «Тур де Франс» Луї Трюссельє була серед решти групи.
- 15 вересня також пройшла аматорська гонка за очками, або «Course de Primes». Це була гонка на 5 кілометрів — 10 кіл траси — з очками в кінці кожного кола.

## Країни-учасниці
Усього у спринті змагалися 72 велосипедисти з 7 країн та 25 км перегонів на велосипеді під час ігор у Парижі:
- Бельгія (1)
- Богемія (1)
- Франція (58)
- Велика Британія (1)
- Німеччина (3)
- Італія (7)
- США (1)

## Медальний залік
| Місце               | Країна                | Золото | Срібло | Бронза | Загалом |
| ------------------- | --------------------- | ------ | ------ | ------ | ------- |
| 1                   | Франція (FRA)         | 2      | 1      | 2      | 5       |
| 2                   | Італія (ITA)          | 1      | 0      | 0      | 1       |
| 3                   | Велика Британія (GBR) | 0      | 1      | 0      | 1       |
| 3                   | Німеччина (GER)       | 0      | 1      | 0      | 1       |
| 5                   | США (USA)             | 0      | 0      | 1      | 1       |
| Загалом (5 збірних) | Загалом (5 збірних)   | 3      | 3      | 3      | 9       |

## Неолімпійські події
У 1900 році не було офіційної різниці між олімпійськими подіями та неолімпійськими подіями, які проводилися під час Всесвітньої виставки (1900). Більшість подій були відкриті для всіх велосипедистів. Велосипедні події, що відповідають усім цим критеріям, — обмежені для любителів, відкриті для всіх країн, відкриті для всіх конкурентів і без обмежень — тепер розглядаються як олімпійські події. МОК ніколи не вирішував, які події були «олімпійськими», а які ні. Іншими подіями були:
- 50 кілометрів
- тандеми
- міжрегіональні
- 100 миль (переможець: Тейлор, Франція)
- спринт для професіоналів (переможець: Мейерс, Бельгія)
- 100 кілометрів (переможець: Чейз, Англія)
- курс націй (переможець: американська команда)
- гандикап
- гандикап любителів
- професійна гонка за очками
- індивідуальне переслідування
- Бол д'Ор (переможець: Матьє Корданг, Нідерланди)